# جاكسون إل. كيسر
جاكسون إل. كيسر (بالإنجليزية: Jackson L. Kiser) هو محامي وقاضي أمريكي، ولد في 24 يونيو 1929 في ولش في الولايات المتحدة.